# Émile Jamoulle
Émile Isidore Joseph Jamoulle (Fize-Fontaine, 9 juni 1889 - Hoei, 13 februari 1950) was een Belgisch senator.

## Levensloop
Jamoulle, mecanicien van beroep, werd gemeenteraadslid in Fize-Fontaine (1921-1926 en 1932-1948). Hij was provincieraadslid in de provincie Luik (1921-1936).
In 1938 werd hij socialistisch provinciaal senator voor Luik, in vervanging van de overleden Fernand Lebeau. Hij vervulde het mandaat tot in 1946.